# Assemblée suprême du Tadjikistan
L'Assemblée suprême (en tadjik : Маҷлиси Олии, Majlisi Oli) est le parlement bicaméral du Tadjikistan. 
Elle est composée de l'Assemblée nationale (Majlisi milli), la chambre haute. Elle est composée de 33 membres, 25 d'entre eux sont élus par des élus locaux pour une durée de cinq ans et les 8 autres sont nommés par le président de la République. L'Assemblée des représentants (Majlisi namoyandagon), forme la chambre basse. Elle est composée de 63 sièges renouvelés au suffrage direct tous les cinq ans selon un mode de scrutin parallèle. Sont ainsi à pourvoir 41 sièges au scrutin uninominal majoritaire à deux tours dans autant de circonscriptions électorales, auxquels se rajoutent 22 sièges pourvus au scrutin proportionnel plurinominal dans une unique circonscription nationale avec listes fermées et un seuil électoral de 5 %.
Le système bicaméral est introduit par une révision de la Constitution en 1999. Avant cela, le Tadjikistan avait un parlement monocaméral.